# Neonkrankheit
Unter der Neonkrankheit,  auch Sporozoasis myolytica oder Syn-Pleistophora-Krankheit nach dem Erreger Pleistophora hyphessobryconis, einem Vertreter der Microsporidia, genannt, versteht man eine durch mit Sporen versehenen Zysten verursachte Krankheit, die vor allem bei Neonfischen und anderen Salmlerarten sowie bei einigen Barben auftritt. Die Symptome sind Dunkel- oder Hellfärbung von Körperteilen sowie – im Extremfall – eine Verkrümmung des Körpers und Gleichgewichtsverlust der Fische. Die Neonkrankheit ist schwer zu behandeln und endet meistens tödlich.

## Symptome
Die Symptome der Neonkrankheit unterscheiden sich in Verhaltensänderung sowie Änderung des Aussehens. Besonders häufige Symptome sind:
- Erblassung der Farbe
- Milchige Flecken auf dem Körper
- Gleichgewichtsverlust
- Fressunlust
- Unruhe

Es ist wichtig, die Neonkrankheit nicht mit der Weißmaulkrankheit zu verwechseln. Beide Krankheiten gehen häufig mit weißen Flecken einher, jedoch ist bei der Weißmaulkrankheit der Erreger das Bakterium Nocardia asteroides.